# Peterson (Iowa)
Pour les articles homonymes, voir Peterson.
Peterson est une ville du comté de Clay, situé en Iowa, États-Unis. La population était de 372 habitants lors du recensement de 2000.

## Géographie
Selon le bureau de recensement des États-Unis, la ville a une aire totale de 0,8 km², entièrement sur la terre.